# Terraformation de Vénus

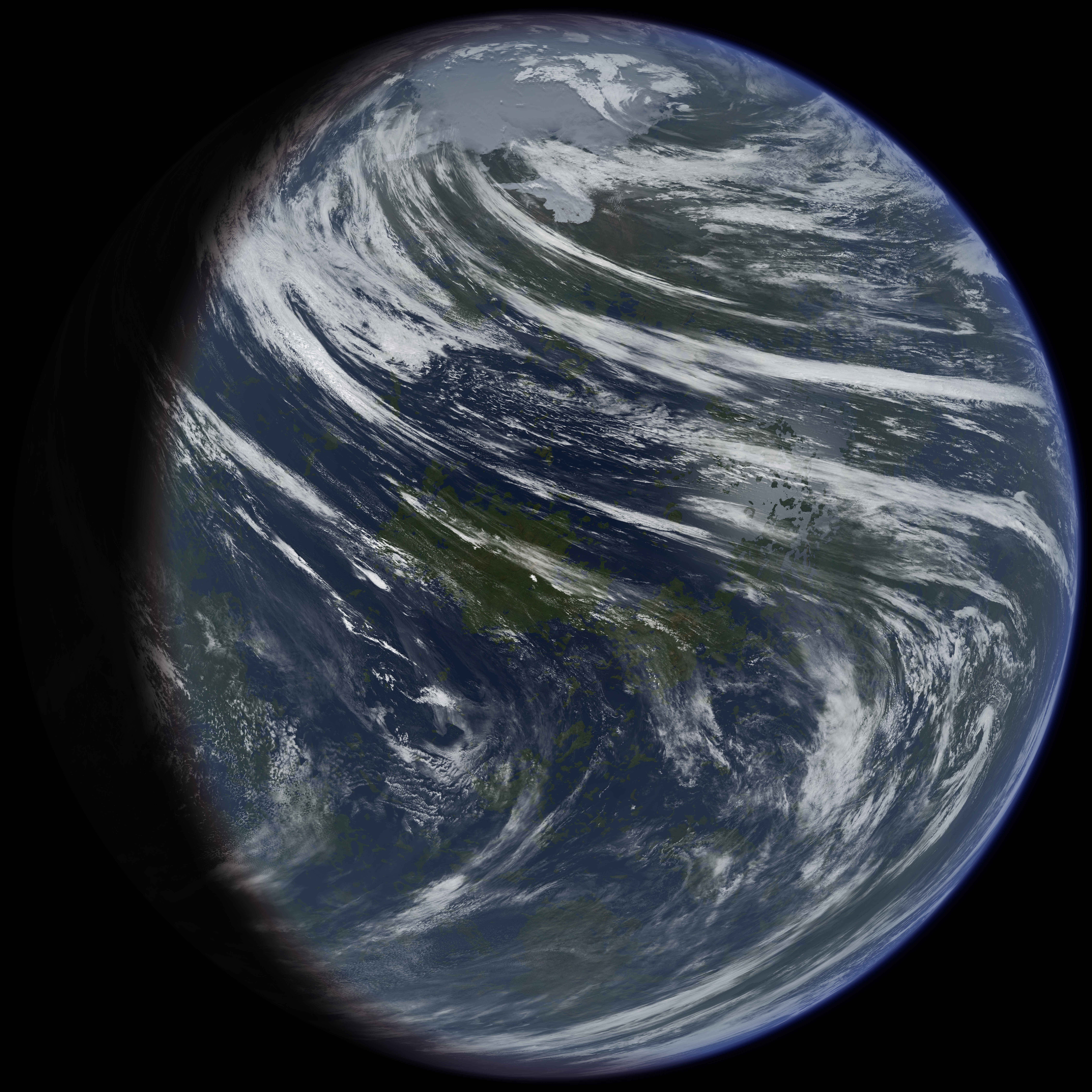
Vue d'artiste de Vénus terraformée.

La terraformation de Vénus pour l'adapter aux besoins humains est sujet à débat quant à sa faisabilité. En effet, ce projet supposerait plusieurs changements radicaux :
- réduire la température à la surface de Vénus, qui est de l'ordre de 467 °C (740 K) ;
- éliminer les 9 MPa (~90 atm) de pression de l'atmosphère de Vénus, composée surtout de dioxyde de carbone, par une transformation sous une autre forme ;
- établir un cycle jour/nuit plus court que l'actuel, qui est de 116,75 jours terrestres.

Ces trois éléments sont interconnectés, puisque l'extrême température de Vénus est due à l'effet de serre causé par la densité de son atmosphère et que sa rotation très lente est due aux effets de marées solaires sur l'épaisse atmosphère.

## Histoire
Le premier projet connu de terraformation de Vénus apparaît dans le livre de science-fiction d'Olaf Stapledon Les Derniers et les Premiers, paru en 1930. Dans les années 1950 et 1960, plusieurs ouvrages de science-fiction y font référence.
En 2012, le roman 2312 de Kim Stanley Robinson décrit la terraformation de Vénus.

## Boucliers solaires

### Boucliers spatiaux
Des boucliers solaires pourraient être utilisés pour réduire l'ensoleillement de Vénus[Selon qui ?], rafraîchissant la planète. Un bouclier placé sur le point de Lagrange L1 entre le Soleil et Vénus servirait aussi à réduire le rayonnement solaire reçu par Vénus.
La construction de boucliers solaires suffisamment grands est une tâche difficile. La taille du bouclier devrait être jusqu'à environ quatre fois le diamètre de Vénus elle-même au point L1, pour arriver jusqu'à une couverture (ou un contrôle) totale de l'insolation vénusienne. La construction de ce bouclier devrait avoir lieu dans l'espace. Beaucoup de difficultés seraient rencontrées lors de l'équilibrage du bouclier, de sorte qu'il soit perpendiculaire aux rayons solaires en L1, tout en prenant en compte la pression de radiation, qui transformerait le bouclier solaire en une gigantesque voile solaire. Ce problème pourrait être réglé en rapprochant le bouclier du Soleil, mais cela entraînerait nécessairement une augmentation de la taille du bouclier. 
Des modifications de la forme des boucliers ont été suggérées pour résoudre le problème de la voile. Une des méthodes proposées consiste à utiliser, sur l'orbite polaire de Vénus, des miroirs solaires synchrones réfléchissant la lumière vers l'arrière du bouclier, du côté non-éclairé de Vénus. La pression des photons déplacerait toutefois les miroirs de soutien sur un angle de 30 degrés.
Paul Birch a proposé un système de miroirs en lamelles disposé au point L1 entre Vénus et le Soleil. Ces panneaux ne seraient pas perpendiculaires aux rayons solaires, mais disposés avec un angle de 30 degrés pour annuler la pression des photons. Chaque panneau successif serait agencé avec ±1 degré par rapport aux 30° initiaux.
Il serait aussi possible de placer[Selon qui ?][réf. nécessaire] un bouclier plus proche de Vénus que L1 (donc plus petit), mais relié à un contrepoids placé au-delà de ce point.
Les boucliers solaires pourraient aussi servir de panneaux photovoltaïques. De tels boucliers sont hautement spéculatifs et au-delà de nos capacités actuelles. La taille requise pour les boucliers est très nettement supérieure à ce qui peut être transporté dans l'espace maintenant.
Une autre solution est de créer un anneau planétaire artificiel. L'anneau, composé de débris, pourrait réduire l'exposition de Vénus au Soleil, mais à un degré moindre.

### Boucliers atmosphériques ou de surface
Le rafraîchissement de l'atmosphère peut être obtenu à l'aide de réflecteurs placés à la surface. Des ballons réflecteurs dans la haute atmosphère peuvent créer de l'ombre. Le nombre ou la taille des ballons devront nécessairement être importants. Geoffrey A. Landis a suggéré que si suffisamment d'habitats flottants étaient construits, ils pourraient former un bouclier solaire autour de la planète, et pourraient être utilisés simultanément pour transformer l'atmosphère. Ainsi combinées, la théorie des boucliers solaires et celle de la transformation atmosphérique pourraient, à l'aide des technologies adaptées, fournir des espaces vivables dans l'atmosphère vénusienne. L'utilisation du carbone contenu dans l'atmosphère pourrait permettre la fabrication de matériaux majeurs tels que des nanotubes de carbone (récemment fabriqués en forme de feuille) ou de graphène, une forme allotropique de carbone. Le carbone amorphe récemment synthétisé devrait fournir un matériau structurel utile, il pourrait être mélangé avec des silicates pour créer un verre très dur et résistant. D'après les analyses de Birch, de telles colonies et matériaux fourniraient immédiatement des retours économiques de la colonisation de Vénus, qui serviraient de fonds pour une terraformation plus poussée.
L'augmentation de l'albédo de la planète, l'utilisation de couleurs claires ou de réflecteurs sur la surface pourraient permettre le maintien de la fraîcheur de l'atmosphère. La quantité devrait être grande et mise en place après que l'atmosphère aurait été modifiée, puisque la surface de Vénus est actuellement enveloppée dans les nuages.
Un des avantages du refroidissement de la surface et de l'atmosphère est qu'il peut être fait à l'aide de technologies existantes. Un des inconvénients est que Vénus a déjà des nuages très réflecteurs (avec un albédo de 0,65), donc ce qui sera fait devra surpasser de façon significative la réflexion des nuages pour faire une différence.

## Élimination de la dense atmosphère de dioxyde de carbone

### Convertir l'atmosphère
L'atmosphère de Vénus pourrait être convertie in situ par l'ajout d'éléments extérieurs.
Une méthode proposée en 1961 par Carl Sagan concerne l'utilisation de bactéries génétiquement modifiées pour fixer le carbone en matière organique. Cependant, la découverte ultérieure d'acide sulfurique dans les nuages de Vénus et le vent solaire conduisent à éliminer cette solution. 
La production de molécules organiques à partir de dioxyde de carbone nécessite un apport important d'hydrogène, qui, sur Terre, est puisé dans l'eau mais qui est absent sur Vénus. Ce manque d'hydrogène est dû à l'absence de couche d'ozone, le peu de vapeur d'eau étant décomposé par les rayons ultraviolets du Soleil, ainsi que par l'absence d'un champ magnétique sur Vénus, laquelle augmente l'exposition de la haute atmosphère au vent solaire qui l'érode, entraînant la perte de la plupart de l'hydrogène dans l'espace. Carl Sagan a reconnu trente ans plus tard, dans son livre Un point bleu pâle, que ce qu'il avait prévu pour terraformer Vénus ne pourrait pas marcher parce que l'atmosphère de Vénus est plus dense qu'on ne le pensait à l'époque.
Paul Birch propose en 1991 de bombarder Vénus avec de l'hydrogène, lequel réagirait avec le dioxyde de carbone pour produire du graphite et de l'eau par la réaction de Bosch. Au vu des quantités nécessaires, cet hydrogène devrait être extrait d'une géante gazeuse ou d'une de leurs lunes. L'eau produite recouvrirait 80 % de la surface d'océans. Près de 4 × 1019 kg d'hydrogène seraient nécessaires à une conversion totale. La perte d'hydrogène due au vent solaire est susceptible de ne pas être significative durant le calendrier de la terraformation.[réf. nécessaire] Paul Birch suggère en 1991 de déplacer une lune glacée de Saturne et de bombarder Vénus avec ses fragments pour fournir de l'eau. Celle-ci couvrirait près de 80 % de la surface, comparable aux 70 % terrestres, bien que la quantité d'eau totale ne s'élèverait qu'à 10 % de l'eau disponible sur Terre à cause du peu de profondeur des océans vénusiens ainsi obtenus qui occuperaient les basses plaines.
Des métaux comme le magnésium et le calcium pourraient permettre de capturer le dioxyde de carbone sous la forme de carbonate de calcium ou de carbonate de magnésium. Mark Bullock et David H. Grinspoon proposent en 1996 d'extraire les oxydes de ces métaux déjà présents à la surface de la planète. Cependant, l'effet serait insuffisant et il faudrait importer des quantités supplémentaires de métaux d'autres objets spatiaux. Près de 8 × 1020 kg de calcium ou 5 × 1020 kg de magnésium seraient requis, ce qui nécessiterait beaucoup de minage et de raffinage. Cette masse de calcium correspond à plusieurs fois la masse de l'astéroïde (4) Vesta (plus de 500 km de diamètre). Autrement dit, la terraformation de Vénus en suivant ce plan correspondrait pour l'humanité à être capable d'extraire l'ensemble des matériaux de l'État d'Alabama, de la surface au centre de la Terre, de l'envoyer dans l'espace, puis de le faire atterrir sur une autre planète.
Une des idées de Birch concerne l'utilisation de boucliers solaires afin de refroidir suffisamment Vénus pour permettre la liquéfaction du dioxyde de carbone, à une température inférieure à 304,18 K (31,03 °C) et à une pression partielle descendue sous 73,8 bars (point critique de la substance), puis de diminuer la pression sous 5,185 bars et la température sous 216,85 K (−56,3 °C) (point triple du dioxyde de carbone). En dessous de cette température, le dioxyde de carbone se transforme en glace sèche, ce qui entraîne sa précipitation sur la surface ; le dioxyde de carbone gelé pourrait être maintenu dans cet état par la pression ou envoyé dans l'espace. Après la fin du processus, les boucliers pourraient être déplacés, ce qui permettrait de refroidir la planète suffisamment pour permettre à une vie terrestre de subsister. Une source d'hydrogène ou d'eau serait encore nécessaire et les 3,5 bars d'azote restant devraient être fixés au sol.

### Déplacer l'atmosphère
Le déplacement de l'atmosphère de Vénus peut être tenté avec une certaine variété de méthodes, et avec possibilité de combinaisons. Envoyer tous les gaz de Vénus dans l'espace en une seule fois serait quasiment impossible. Pollack et Sagan ont calculé en 1993 que l'impact d'un corps de 700 km de diamètre frappant Vénus à une vitesse supérieure à 20 km/s éjecterait toute l'atmosphère du point d'impact à tout l'horizon mais il s'agirait de moins d'un millième de l'atmosphère totale. Il faudrait donc multiplier les impacts de ce type pour parvenir à un résultat satisfaisant, ce qui est impossible car c'est déjà la taille des plus gros astéroïdes du système solaire. De plus, il est difficile de déplacer de tels corps pour provoquer un impact avec Vénus, sans compter les effets dynamiques consécutifs à de tels impacts. De petits objets n'auraient de toute façon pas le même résultat et une masse plus importante encore serait requise. En outre, la majeure partie du gaz éjecté irait dans une orbite proche de Vénus et serait vraisemblablement retenue par le champ gravitationnel puis retournerait dans l'atmosphère dense.
Déplacer l'atmosphère de manière plus contrôlée serait aussi difficile. La faible vitesse de rotation de Vénus rend difficile la réalisation d'ascenseurs spatiaux du fait que son orbite géostationnaire est très éloignée d'elle ; l'épaisse atmosphère empêche l'utilisation de catapultes électromagnétiques pour déplacer la charge depuis la surface. D'autres solutions consistent à placer les catapultes en haute altitude sur des ballons ou de construire des tours, supportées par des ballons et s'étendant au-delà de la limite de l'atmosphère, en utilisant des fontaines spatiales ou des rotovateurs.

## Rotation
Vénus accomplit sa rotation en 243 jours, de loin la rotation la plus lente des planètes majeures. Un jour sidéral sur Vénus dure ainsi plus qu'une de ses années (Un jour vénusien : 243 jours terrestres - Une année vénusienne : 224,7 jours terrestres). Toutefois, la durée d'un jour solaire est plus courte qu'un jour sidéral de façon significative : pour un observateur sur la surface de Vénus le temps d'un lever de Soleil au suivant est de 116,75 jours terrestres. Néanmoins, la rotation extrêmement lente de Vénus avec un rythme jour/nuit très lent, causerait des problèmes d'adaptation pour la majorité des espèces connues végétales ou animales. La faible rotation explique aussi probablement le champ magnétique quasi inexistant.
Un des systèmes proposés est la création de grands miroirs placés en orbite qui permettrait de fournir de la lumière dans la zone ombragée ou d'ombrager la zone éclairée. En plus de cette proposition de miroirs près du point L1 entre Vénus et le Soleil, Paul Birch a proposé de placer un miroir en orbite polaire, permettant de produire un cycle de 24 heures.
Augmenter (significativement) la vitesse de rotation de Vénus requerrait une quantité phénoménale d'énergie, bien plus que la construction de miroirs solaires, ou plus que le déplacement de l'atmosphère de Vénus. Des scientifiques ont récemment suggéré que le passage répété et programmé d'un astéroïde d'une taille supérieure à 96 km pourrait être utilisé pour augmenter la vitesse de la rotation. Néanmoins, cette méthode serait inefficace car il y aurait très peu de prise (de possibilité de transfert d'énergie) sur la rotation de la planète ; sans compter la difficulté extrême de contrôler la trajectoire d'un astéroïde de cette taille... G. David Nordley a suggéré, en fiction, que Vénus pourrait réduire son rythme jour/nuit à 30 jours terrestres par l'exportation de son atmosphère dans l'espace grâce à des catapultes électromagnétiques. Ce concept a été exploré de façon plus rigoureuse par Birch : c'est un calcul théorique impliquant l'éjection progressive de toute l'atmosphère, accroissant le moment cinétique de la planète par le principe de l'action et de la réaction. Dans ce cas-ci, les difficultés sont la présence initiale de l'épaisse atmosphère et des conditions très hostiles de la surface (voir le chapitre précédent : « déplacer l'atmosphère »).